# Förbundsdagsvalet i Västtyskland 1957
Förbundsdagsvalet i Västtyskland 1957 ägde rum den 15 september 1957.
CDU/CSU tog sig fram till idag största valseger, och det är hittills den enda gången ett parti fått absolut majoritet i ett förbundsdagsval. Konrad Adenauer var CDU/CSU:s kandidat för tredje gången under sloganen "Keine Experimente". SPD hade för andra gången Erich Ollenhauer som kanslerkandidat. Gesamtdeutscher Block/Bund der Heimatvertriebenen und Entrechteten förlorade alla sina platser i förbundsdagen.

## Resultat

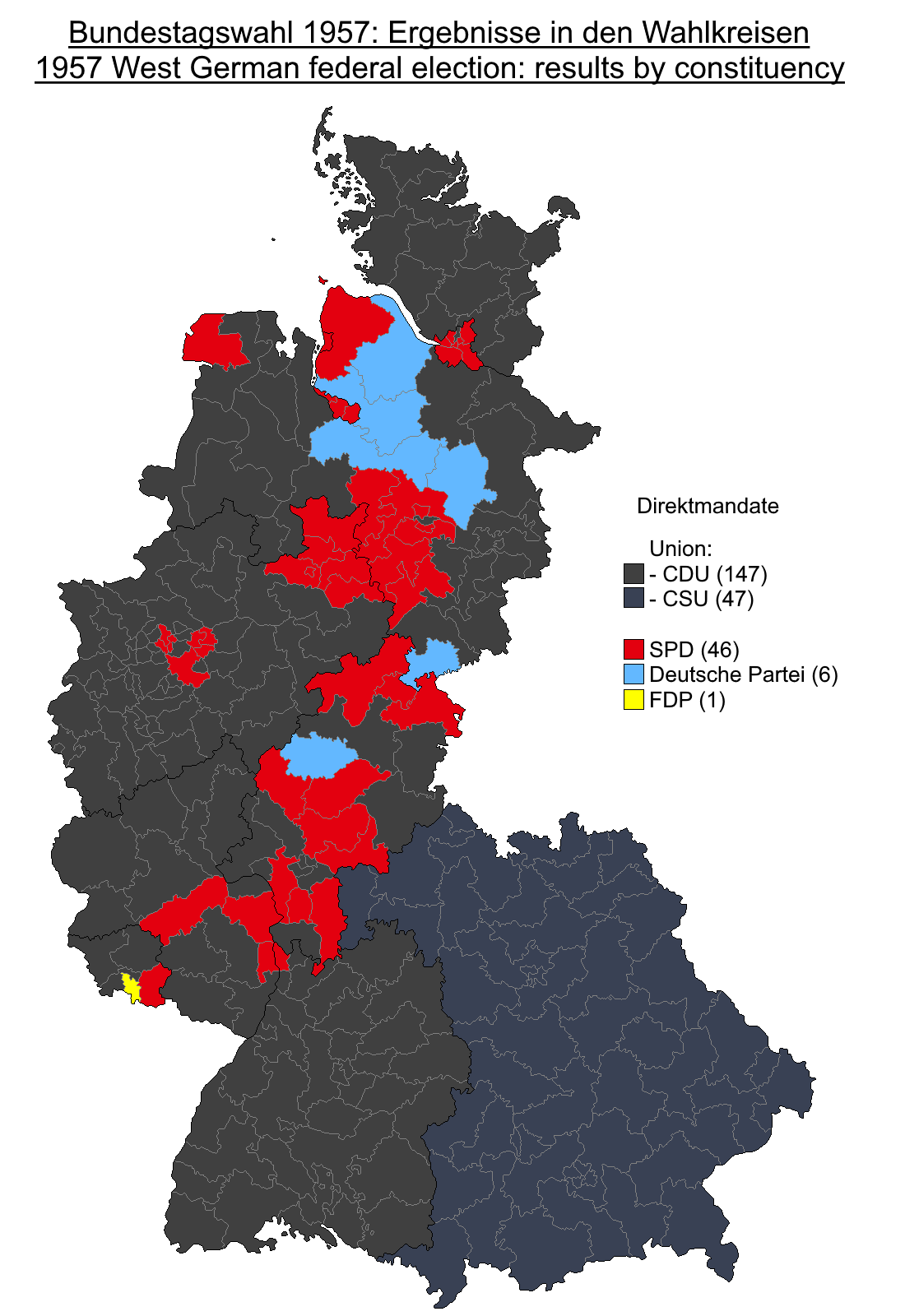
Valkretsresultat för förstarösterna

|  |

|  |

|  |

|  |

|  |

|  |

|  |

|  |

|  |

|  |

|  |

|  |